# Impatiens nicolliae
Impatiens nicolliae är en balsaminväxtart som beskrevs av Fischer och Raheliv. Impatiens nicolliae ingår i släktet balsaminer, och familjen balsaminväxter. Inga underarter finns listade i Catalogue of Life.